# San Donato
San Donato – stacja końcowa metra w Mediolanie, na linii M3. Znajduje się w San Donato Milaneseie i zlokalizowana jest za stacją Rogoredo FS. Została otwarta w 1991